# Koprolit

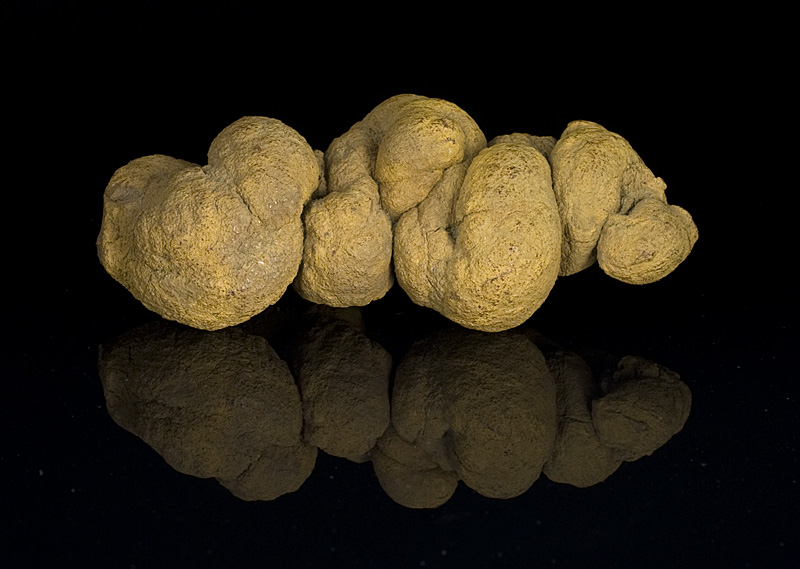
Koprolit

Koprolit (střevní kámen) je ztuhlý až zkamenělý výkal (exkret) zvířat a lidí. V lékařství je se za koprolit považuje ztuhlá stolice, vznikající při chronické zácpě v tlustém střevě, či konečníku.

## Charakteristika
Postupně se do koprolitu usazuje vápník, čímž dojde k skutečnému zkamenění. Stolice může zkaměnět i mimo organismus - tak se vytváří prehistorické koprolity. Studium fosilních koprolitů v paleontologii poskytuje řadu informací o spektru stravy živočichů či předchůdců člověka. Z koprolitů se lze i dozvědět, jací parazité se u těchto zvířat a lidí vyskytovali. Výjimečně se v koprolitech mohou zachovat dokonce i otisky kůže pravěkých obratlovců nebo povrchu želvích krunýřů.

## Slavné exempláře
Mezi nejslavnější exempláře koprolitů patří velký exponát, objevený v 90. letech 20. století v kanadském Saskatchewanu. Patřil pravděpodobně dravému dinosaurovi druhu Tyrannosaurus rex a byl objeven v sedimentech souvrství Frenchman. Na délku měří 44 cm a jeho objem činí téměř 2,5 litru. V roce 2019 byl v americké Jižní Dakotě objeven ještě větší exmplář koprolitu o délce 67,5 cm, šířce 15,7 cm a hmotnosti 7,1 kg. Tento exemplář patřil nejspíš opět druhu Tyrannosaurus rex.

## Historie
Výraz poprvé použil britský přírodovědec, reverend William Buckland v roce 1823.

## Zajímavosti
Expozice koprolitů byla v březnu 2019 otevřena v Zoo Praha, a to jako vzdělávací součást nové budovy toalet. Jeden z vystavených exemplářů má stáří půl miliardy let.
V Polsku byly objeveny vzácné koprolity raně jurských dinosaurů, umožňující lépe rekonstruovat podobu jejich jídelníčku a jejich celkovou ekologii.